# Сеножеті (Загорє-об-Саві)
Сеножеті (словен. Senožeti) — поселення в общині Загорє-об-Саві, Засавський регіон, Словенія. Висота над рівнем моря: 584,6 м.